# Markus Stricker

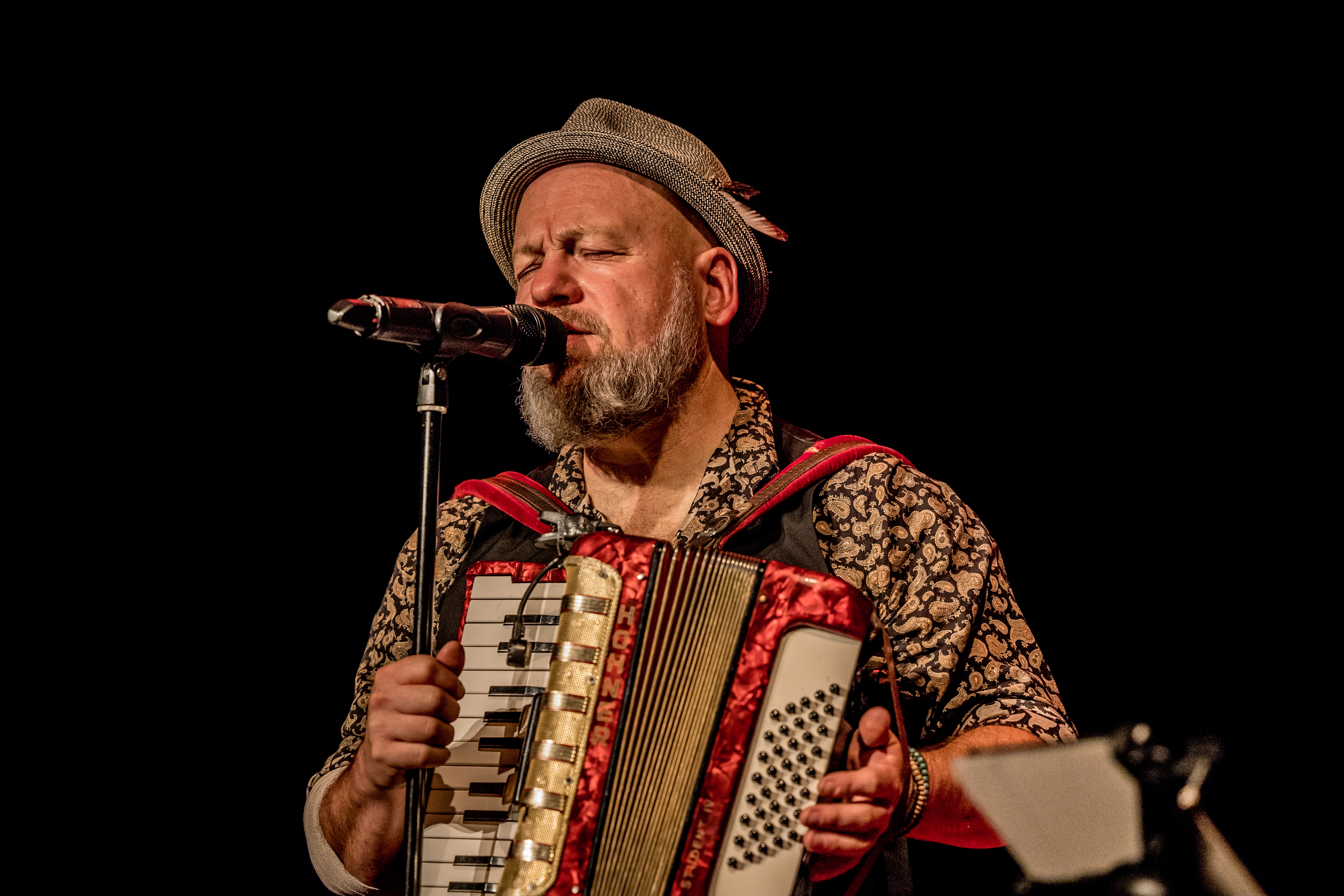
Markus Stricker live im Theaterhaus in Stuttgart 2022

Markus Friedemann Stricker (* 3. Juli 1964 in Sulzbach an der Murr) ist ein deutscher Sänger, Musiker und Songwriter. Stricker gilt neben Wolle Kriwanek, Alex Köberlein und Hank Häberle als einer der Protagonisten des Schwobarock (eingedeutscht: Schwabenrocks). Bekanntheit erlangte er durch die schwäbische Folk-Rock-Band Wendrsonn, deren Kopf er ist und durch den Gewinn des Landespreises für Dialekt Baden-Württemberg. Weitere Bekanntheit erlange Stricker auch durch die SWR1 Hitparade (Baden-Württemberg), in welcher sein Titel "Da ben i dahoim" seit 2013 jedes Jahr platziert war (Stand 2024). Zeitweise befand sich dieser sogar innerhalb der Top 50.

## Leben
Nach einer klassischen Klavier- und Kirchenorgelausbildung gründete der Schwabe Markus Stricker 1988 die Rockband Barbed Wire. Er agierte dort als Sänger und Keyboarder und schrieb alle Songs der englischsprachigen Band. 1991 veröffentlichten Barbed Wire ihre CD child again und traten im Vorprogramm von Meat Loaf, Status Quo, Roger Chapman, Micky Moody und Wolle Kriwanek auf. 1993 löste sich die Band auf und Stricker spielte dann in mehreren Coverbands.
1999 schrieb Stricker gemeinsam mit dem kanadischen Musiker Arthur O’Brien das Lied Dance and Sing. Die aus Neufundland stammende Band The Navigators gewann 2002 mit dem Lied und dem gleichlautenden Album den Music NL’s Award for Folk/Roots Group of the Year.
2004 gründete Stricker zusammen mit Michael Schad aus Backnang die schwäbische Folk-Rock-Band Wendrsonn, mit der er bislang sieben CDs veröffentlichte. 2016 gewann Stricker den Deutschen Rock & Pop Preis in der Kategorie „Bester Folkrocksänger“. Als Songwriter und Produzent gewann Stricker noch Preise in weiteren Kategorien.
Der Schriftsteller Klaus Wanninger bezog sich in seinem 2008 erschienenen Kriminalroman Schwabenengel auf Strickers Komposition Engel (erschienen auf der CD Songs von dahoim) und erwähnte das Lied mehrfach in seinem Roman.
Stricker engagiert sich aktiv für die Pflege und den Erhalt des schwäbischen Dialekts. An mehreren Schulen und Kindergärten beteiligte er sich an Mundart-Projekten und trat u. a. mit Grundschülern gemeinsam auf. In Kooperation mit der Talschule Backnang gewann er 2008 den Schülerpreis Baden-Württemberg der Stiftung Kinderland Baden-Württemberg mit dem Projekt „Songs von dahoim“. Wolfgang Wulz, Landeskundler und Vorsitzender des Vereins schwäbische mund.art e. V., schrieb in der Backnanger Kreiszeitung: „Strickers Texte haben hohe poetische Qualität, sie stellen Heimatkultur in heutiger Zeit dar“.
Zusammen mit dem Historiker Gerhard Fritz erarbeitete Stricker musikalisch-historische Programme, bei denen Fachvorträge mit Liedern aus der jeweiligen Zeit präsentiert werden. Programmpunkte sind „Lieder der demokratischen Revolution 1848/1849“ und „Lieder des Bauernkriegs“. Mit seiner Ehefrau Manuela Stricker und Jürgen Hestler, dem Vorsitzenden des Heimatvereins Unterweissach und Träger der Willy-Brandt-Medaille, schrieb Stricker das Stück Warum Frida eigentlich Frieda hieß, eine szenische Lesung aus Feldpostbriefen aus dem Ersten Weltkrieg, Geschichtsdarstellung und Musik.
Auf der musikalischen Grundlage von Strickers Komposition da ben i dahoim (erschienen auf der CD Geile Zeit) und der Initiative des Naturparks Schwäbisch-Fränkischer Wald schuf der Filmemacher Frank Lauter einen Naturfilm, mit dem er 2025 beim Bundesfilmfestival Natur in Blieskastel mit einem „Silbernen Schmetterling“ ausgezeichnet wurde.
2024 gewann Stricker als Komponist und Texter mit dem Lied Geile Zeit (erschienen auf der CD Geile Zeit) den Landespreis für Dialekt Baden-Württemberg in der Kategorie Lied/Musik, der vom Dachverband der Dialekte Baden-Württemberg (DDDBW) zusammen mit dem Ministerium für Wissenschaft, Forschung und Kunst Baden-Württemberg erstmalig ausgeschrieben wurde. Überreicht wurde der Preis vom Ministerpräsidenten des Landes Baden-Württemberg, Winfried Kretschmann. In der Laudatio wurde Stricker als „überzeugender Botschafter der Mundart“ gewürdigt.
Im Dezember 2024 gewann Stricker den Deutschen Rock & Pop Preis in der Kategorie "Bester Mundart-Interpret".

## Diskografie
Alben
- 1991: Barbed Wire: child again (On Air Records)
- 2006: Wendrsonn: Songs von Dahoim (FV)
- 2009: Wendrsonn: Woisch no (Mäule & Gosch)
- 2011: Wendrsonn: S'Läba isch koin Schlotzer (Mäule & Gosch)
- 2013: Wendrsonn: Reigschmeckter (Brother Records)
- 2015: Wendrsonn: Geile Zeit (Brother Records)
- 2017: Wendrsonn: Ondrwägs (Brother Records)
- 2024: Wendrsonn: Älles oder Nix (Brother Records)

## Preise und Auszeichnungen
- 2014: Deutscher Rock & Pop Preis – Zweiter Platz in der Kategorie „Bestes Folkrockalbum“ (Reigschmeckter)
- 2016: Deutscher Rock & Pop Preis – Erster Platz in der Kategorie „Bester Folkrocksänger“
- 2016: Deutscher Rock & Pop Preis – Erster Platz in der Kategorie „Bestes Folkrockalbum“ (Geile Zeit)
- 2016: Deutscher Rock & Pop Preis – Dritter Platz in der Kategorie „Bester Folkrocksong“ (Geile Zeit)
- 2024: Landespreis für Dialekt Baden-Württemberg – Erster Platz in der Kategorie „Lied/Musik“ (Geile Zeit)
- 2024: Deutscher Rock & Pop Preis – Erster Platz in der Kategorie „Bester Mundart-Interpret“